# André Tourigny
André Tourigny, född 31 maj 1974, är en kanadensisk ishockeytränare som är tränare för Utah Mammoth i National Hockey League (NHL).
Han inledde sin tränarkarriär 1998 med att vara assisterande tränare för Cataractes de Shawinigan i Ligue de hockey junior majeur du Québec (LHJMQ). Tourigny ledde också Cataractes under två matcher under den första säsongen. Två år senare blev han tränare för Estacades du Cap-de-la-Madeleine i Ligue de hockey midget AAA du Québec (LHMAAAQ), han var där fram till 2002 när han blev både general manager och tränare för Huskies de Rouyn-Noranda i LHJMQ. År 2013 fick han chansen i NHL, när han blev utsedd till assisterande tränare för Colorado Avalanche. Två år senare lämnade han Avalanche och blev istället assisterande tränare i Ottawa Senators. Det blev dock bara ett år där och han blev istället tränare för Halifax Mooseheads i LHJMQ. Året därpå lämnade han Mooseheads och återvände till staden Ottawa och blev vice chef för ishockeyverksamheten samt tränare för Ottawa 67's i LHJMQ. År 2021 återvände han till NHL och utnämndes till tränare för Arizona Coyotes.
Tourigny har även varit assisterande tränare för Kanadas herrjuniorlandslag vid Ivan Hlinkas minnesturnering 2008 samt juniorvärldsmästerskapen 2010, 2011, 2013 och 2020. Han ledde dem också vid Hlinka Gretzky Cup 2018 och juniorvärldsmästerskapet 2021. Tourigny var även assisterande tränare för Kanadas herrlandslag vid världsmästerskapet 2021.

## Statistik
Källa: 
| Lag              | Säsong    | Grundserie | Grundserie | Grundserie | Grundserie         | Grundserie | Grundserie    | Slutspel          |  |
| Lag              | Säsong    | Matcher    | Vinster    | Förluster  | Övertids förluster | Poäng      | Placering     | Resultat          |  |
| ---------------- | --------- | ---------- | ---------- | ---------- | ------------------ | ---------- | ------------- | ----------------- |  |
| Arizona Coyotes  | 2021–2022 | 82         | 25         | 50         | 7                  | 57         | 8:e i Central | Missade slutspel. |  |
| Arizona Coyotes  | 2022–2023 | 82         | 28         | 40         | 14                 | 70         | 7:a i Central | Missade slutspel. |  |
| Arizona Coyotes  | 2023–2024 | 82         | 36         | 41         | 5                  | 77         | 7:a i Central | Missade slutspel. |  |
| Utah Hockey Club | 2024–2025 | 82         | 38         | 31         | 13                 | 89         | 6:a i Central | Missade slutspel. |  |
| Totalt           | Totalt    | 328        | 127        | 162        | 39                 | 293        |               |                   |  |